# Elberton (Georgia)
Elberton település az Amerikai Egyesült Államok Georgia államában, Elbert megyében, melynek megyeszékhelye is. Lakosainak száma 4640 fő (2020. április 1.).

## Népesség
A település népességének változása:

| 2010 | 4 653 |
| 2020 | 4 640 |